# Daniela De Silva
Daniela De Silva é uma matemática italiana, conhecida por seu trabalho sobre equações diferenciais parciais. É professora associada de matemática do Barnard College e da Universidade Columbia.

## Educação e carreira
Graduada em matemática pela Universidade de Nápoles Federico II. Obteve um doutorado no Instituto de Tecnologia de Massachusetts em 2005, com a tese Existence and Regularity of Monotone Solutions to a Free Boundary Problem, orientada por David Jerison.
Após o pós-doutorado no Mathematical Sciences Research Institute e um período como J. J. Sylvester Assistant Professor na Universidade Johns Hopkins associou-se ao Barnard College e à Universidade Columbia em 2007.